# Josef Kohout
Josef Kohout (ur. 24 stycznia 1915  w Wiedniu, zm. 15 marca 1994 tamże) – jeden z ocalałych świadków Holocaustu, który podczas II wojny światowej został skazany za bycie homoseksualnym mężczyzną. Najbardziej znany jest z książki Die Männer mit dem rosa Winkel (Mężczyźni z różowym trójkątem) z 1972 roku, którą napisał z Hansem Neumannem (pseud. Heinz Heger). Było to jedno z pierwszych autobiograficznych świadectw osób homoseksualnych w nazistowskich obozach koncentracyjnych. Na podstawie książki Die Männer mit dem rosa Winkel powstały później: sztuka teatralna Bent (1979) oraz fabularny film Piętno (1997).

## Życiorys
Kohout urodził się i wychował w Wiedniu. Jego rodzice byli zamożnymi katolikami; ojciec pracował na wysokim stanowisku w służbie cywilnej. 
Kohout został aresztowany w marcu 1939 roku, gdy przechwycono świąteczną kartkę, którą napisał do swojego kochanka. 

### Uwięzienie
Po sześciu miesiącach w austriackim więzeniu, Kohout został internowany w obozie koncentracyjnym Sachsenhausen w styczniu 1940 roku. W maju 1940 roku został przeniesiony z Sachsenhausen do Flossenbürg w Bawarii, gdzie pozostał do wyzwolenia obozu w 1945 roku. Podczas pobytu w obozach koncentracyjnych Kohout był oznaczony różowym trójkątem, używanym przez nazistów do kategoryzowania więźniów uznanych za homoseksualistów.

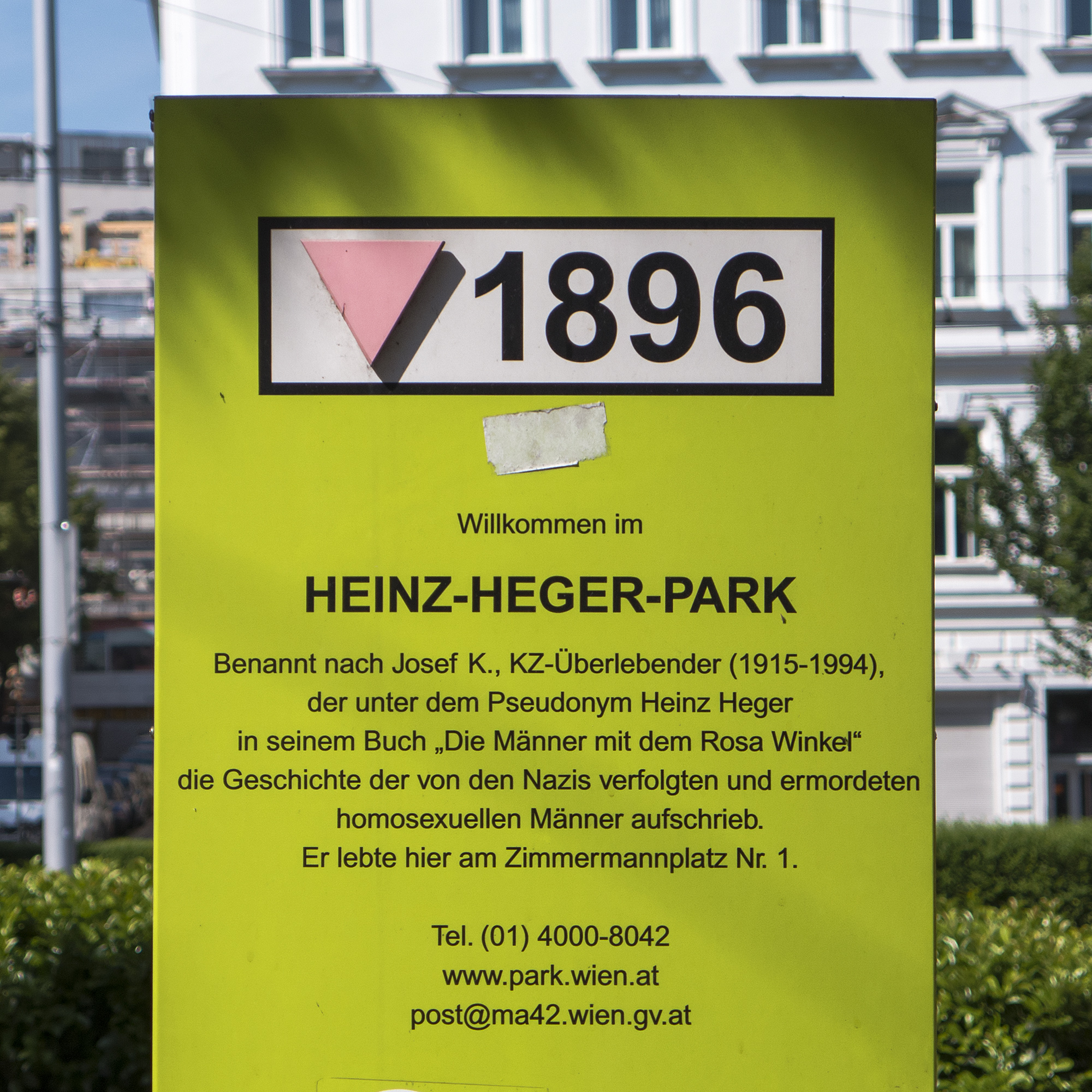
Park Heinza Hegera w Wiedniu.

Według relacji Kohouta, więźniowie homoseksualni byli najbardziej prześladowani ze wszystkich osób zatrzymanych w obozie. Zabronione były wzajemne kontakty więźniów homoseksualistów. Pomimo tego, stosunki seksualne pomiędzy strażnikami SS a więźniami oznaczonymi różowym trójkątem miały miejsce.

### Wyzwolenie
Obóz Flossenbürg został wyzwolony przez armię amerykańską 23 kwietnia 1945 roku. 
Matka Kohouta przeżyła II wojnę światową. Ojciec popełnił samobójstwo w 1942 roku. 
W 1946 roku Kohout poznał swojego partnera, z którym był do końca życia.
Po wyzwoleniu obozu Kohout - podobnie jak inni więźniowie homoseksualni - nadal był uważany za przestępcę, ponieważ homoseksualizm pozostał nielegalny po upadku reżimu nazistowskiego. Kohout nie był uprawniony do rekompensaty i pomimo prób z jego strony nie otrzymał żadnego odszkodowania od rządu Republiki Federalnej Niemiec.

## Mężczyźni z różowym trójkątem
Hans Neumann przeprowadził z Josefem Kohoutem 15 wywiadów w latach 1965–1967 i napisał książkę na podstawie tych rozmów, używając pseudonimu Heinz Heger. Książka została ostatecznie opublikowana w 1972 roku przez wydawnictwo Merlin Verlag. Oprócz opisu barbarzyńskiego życia w obozie, książka Neumanna / Hegera przedstawiła złe traktowanie osób, które przeżyły obóz koncentracyjny. 
Erik Jensen, pisząc w Journal of the History of Sexuality, określił publikację wspomnień Kohouta jako punkt zwrotny w historii społeczności gejowskiej, kiedy działacze z lat 60. i 70. XX wieku zaczęli brać pod uwagę perspektywy poprzedniego pokolenia i postanowili obrać różowy trójkąt za symbol tożsamości gejowskiej.  